# Adrià Pina

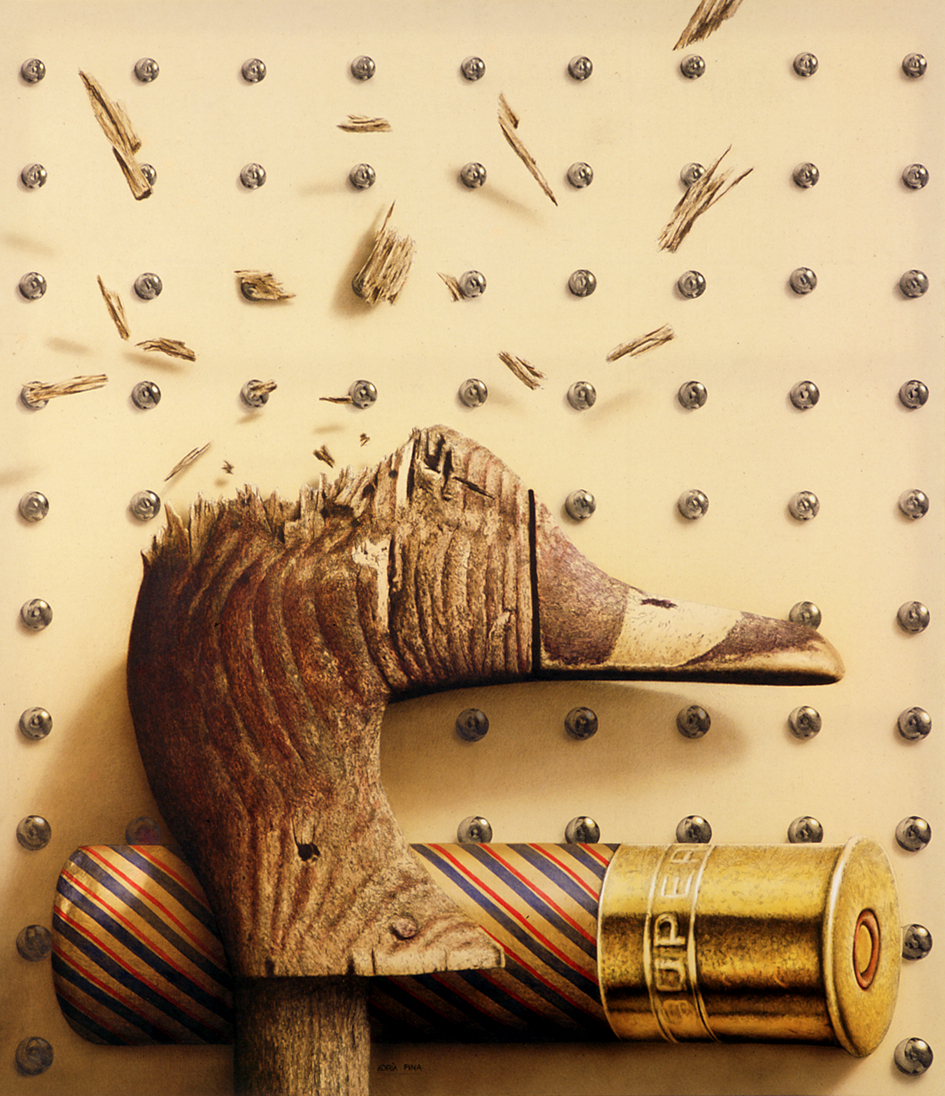
Reclam, 1982.

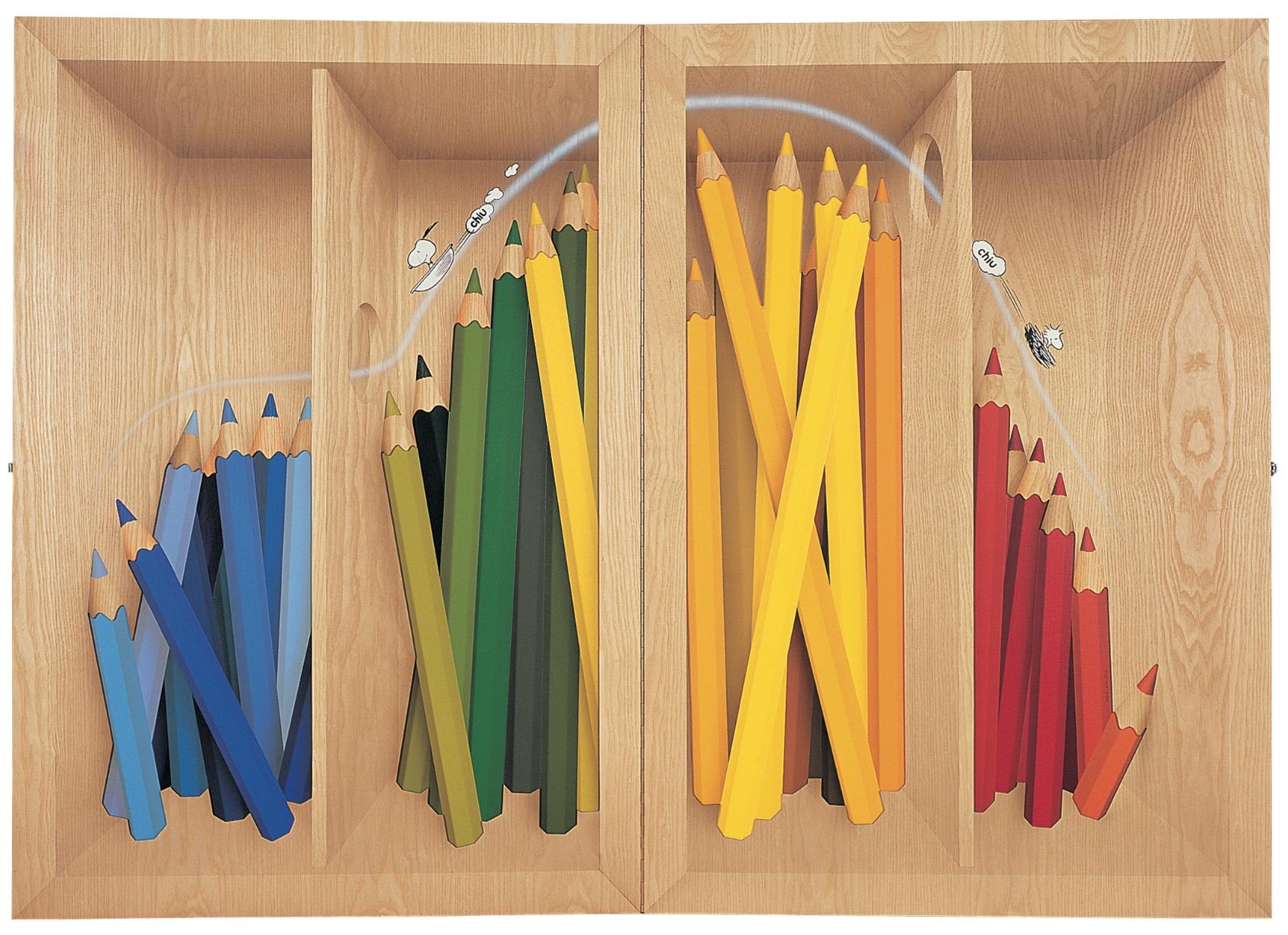
Chiu Chiu, de la serie Capses, 2001.

Adrià Pina Alegre (n. La Alcudia, Valencia, 5 de marzo de 1959) es un artista y pintor español con una obra que se caracteriza por representaciones de carácter realista.

## Biografía
Adrià Pina nació en Alcudia en 1959. Allí residió hasta los 23 años, cuando se trasladó a Valencia. Desde la infancia había mostrado inquietud por el mundo del arte, y antes incluso de llegar a la edad adulta, ya realizaba exposiciones. Los inicios que posteriormente desembocarían en su característico estilo residen en el taller del artista Manuel Boix, de donde bebió de las corrientes realistas y neoclásicas. En 1979 comenzó en Valencia la carrera de Bellas Artes, aunque no llegó a finalizar dichos estudios.
Antes, a mediados de los años setenta, su obra se desarrolló próxima al realismo crítico y de tintes marcadamente ecologistas, de fuerte reivindicación sociopolítica. En los ochenta, emprendió el proyecto de las series, compuestas éstas por un conjunto de piezas de igual temática en cada una de ellas, convirtiéndose en la parte más prolífica de su obra. Asimismo, se vio influido por viajes realizados a diferentes ciudades de Europa, donde visitó exhibiciones de arte como la Documenta de Kassel o la Bienal de Venecia. Paralelamente, expuso en Nueva York, Londres, Barcelona o Madrid. En los noventa y desde entonces, realizó incursiones en el arte pop y retomó dichas series para aplicar sobre ellas las investigaciones que ha ido llevando a cabo.
En 1995 Pina recibió de manos de S.M. la Reina Sofía de España la Medalla de Honor que le fue otorgada al igual que a otros nueve artistas (entre ellos Raúl Urrutikoetxea, Elena Negueroles y Fabio Hurtado) en la 10.ª edición del premio de pintura de BMW.

## Su obra
El trabajo de Pina se ha mostrado desde sus inicios en permanente evolución, aunque en toda su obra se mantienen las constantes de la excelencia en el dibujo y en la materialización. En sus comienzos, su trabajo se mostraba reivindicativo con el contexto que se estaba atravesando, a través de críticos mensajes. En aquellas primeras obras, se apreciaba una superposición de las partes representadas, encuadradas en una dimensión poética que se ha mantenido hasta la actualidad. Desde los comienzos hasta hoy, Pina ha otorgado tratamientos diversos a los que somete y ha sometido a las texturas de los fondos de sus trabajos, en los que siempre han predominado una concreta realización plástica de las figuras, independientemente de su carácter arquitectónico, además de destacables juegos luminosos que dotan de un gran realismo a su trabajo.
En una segunda fase de su obra, el mensaje fue tomando un matiz más experimental, investigando acerca de nuevas corrientes estéticas. Mediante sus características series, se adentró en estilos como el surrealismo daliniano o el arte pop, mostrando una inquietud persistente que mantiene el trabajo en constante evolución, la cual parece tender hacia la soledad y el vacío del mundo actual. Comenzó, a través de la realización de cuadros que incorporaban objetos o estaban dotados de tridimensionalidad, a experimentar buscando conseguir una ruptura con la rigidez formal del arte, a la vez que mostraba su deseo de sorprender, mediante la provocación, al espectador. Empleando elementos procedentes de la cultura de masas juega con la ironía en un tono descontextualizador, transgrediendo la ortodoxia de ciertas imágenes que forman parte de la historia del arte, haciendo gala de una voluntad de dimensionar la cotidianeidad y las cosas que se suelen minimizar, como el mundo de la infancia.
Es, en conjunto, un arte alegre, que respira un aire fresco, e inteligente, que busca plasmar una “realidad diferente”, geométricamente muy definida que le ha llevado a delimitar un lenguaje y estilo propios, concibiendo el trabajo artístico como un proceso de retroalimentación entre concepto y objeto, pero también teniendo en cuenta al espectador, buscando captar su atención, llegando tanto a aspectos divertidos como a conceptos profundos.
A lo largo de su carrera ha trabajado con muy diversos materiales (como el óleo, la acuarela, el lápiz de grafito o la piedra pómez, entre otros) sobre diferentes soportes.

## Exposiciones
- Ateneo Mercantil, Valencia (España), 1979.
- Salón Nacional de Pintura, Murcia (España), 1982.
- New Painting From Valencia, Nueva York (Estados Unidos), 1982.
- ARCO, Madrid (España), 1984.
- Bienal de Barcelona (España), 1984.
- Art Cologne, Colonia (Alemania), 1985.
- The Orangerie, Londres (Reino Unido), 1987.
- Pabellón de la Comunidad Valenciana en la EXPO de Sevilla (España), 1992.
- Seoul Arts Center, Seúl (Corea del Sur), 1993.
- Vista Gallery, Nueva York (Estados Unidos), 1994.
- FIAC, París (Francia), 1994.
- Art Chicago, Chicago (Estados Unidos), 1996.
- Espace Eiffel Branly, París (Francia), 2000.
- Spanish Institute of New York (Estados Unidos), 2000.
- Espace Edward Steichen, Luxemburgo (Luxemburgo), 2001.
- Paradigma, Bruselas (Bélgica), 2002.
- Espace Rupert, Bollène (Francia), 2004.
- Palacio Provincial de Cádiz (España), 2004.
- À cent metres du centre du monde, Perpiñán (Francia), 2007.
- Reials Drassanes de Valencia (España), 2008.
- Museo Provincial de Jaén (España), 2012.
- Hoki Museum, Chiba (Japón), 2019.[4]